# Зіновій Лисько
Зіновій Лисько (11 листопада 1895, Ракобовти — 3 червня 1969, Нью-Йорк, США) — український композитор, музикознавець і фольклорист.

## Життєпис
Народився на Львівщині. Загальну освіту здобув у Львівській Академічній гімназії (випуск 1913 року), а також прослухав курс україністики у Львівському університеті протягом 1913—1914 років. 1922 року закінчив Таємний український університет.
Музичну освіту здобув у Вищому музичному інституті імені Миколи Лисенка у класі фортепіано Марії Криницької, а теорію музики опанував під керівництвом Станіслава Людкевича. 1922 року, перебуваючи у Львові, брав приватні уроки з гармонії у Василя Барвінського.
У 1924 році переїжджає до Праги, де студіює композицію у Федора Якименка. 1926 року Абсольвент музикологічного відділу Карлового університету, клас Зденека Неєдлі. Через два роки здобуває звання доктора філософських наук в Українському Вільному університеті. Водночас у 1927 році, слухає курс композиції К. Б. Їрака та 1929 року закінчує навчання у Вищій школі майстрів Празької консерваторії (клас композиції Й. Сука).
Багато років займався педагогічною діяльністю. Протягом 1925—1929 років читав лекції по композиції та вів клас фортепіано в Українському педагогічному Інституті імені М. Драгоманова у Празі. Після повернення на батьківщину, у 1930—1931 роках, працює викладачем теоретичних дисциплін Харківської консерваторії. Викладав фортепіано та теоретичні предмети в Музичному інституті імені Миколи Лисенка у Львові, та керував його філією у Стрию (1930—1939). В 1931-44 роках професор композиції Львівської Консерваторії (у роки німецької окупації — Вищого музичного інституту у Львові). Редактор журналу «Українська Музика» (1937—1939) і збірника «Співаник Червоної Калини» (1937), співавтор «Диригентського порадника» (1938). Обіймав посаду заступника голови музикологічної комісії Наукового Товариства ім. Т. Шевченка.
З поверненням радянських окупантів на Західну Україну 1944 року, опинився у Західній Німеччині, в таборі переміщених осіб у Міттенвальді, де й очолив музичну школу. Окрім того, виконував обов'язки Інспектора музичного шкільництва при СПУЕН (освітнє об'єднання українців Західної Європи).
У 1960 році емігрував до США, де у 1962 році очолив Український музичний інститут (Нью-Йорк, 1961—1969). Був головою Музикологічної комісії Українського Вільного Університету. Зберіг членство у НТШ імені Тараса Шевченка.
Помер 3 червня 1969 року у Нью-Йорку. 

## Основні твори
Зіновій Лисько — представник модерного напряму в українській музиці. Творча спадщина мистця — різножанрова і містить велику кількість опусів. Композитор самостійно уклав каталог власних творів, в якому зазначено 326 опусів. Варто зазначити, що музикант був дуже вимогливим до себе, тому ранні твори до списку не вніс (за винятком тих, котрі пізніше редагував). Каталог творів охоплює зрілий (з 1927 року) та пізній періоди творчості.
- Опера — «Золоте весілля»
- Кантати — «Пісня борців», «Ода до пісні», «Суворий вітер»
- Симфонічні поеми — «Тризна», «Хлопська сюїта»
- Камерні твори — струнний квартет, фортепіанне тріо, соната і сюїта,
- Вокальні і хорові твори — вокальне тріо «Катерина» з фортепіано, кантати для хору, сольні пісні, численні обробки народних та стрілецьких пісень.
- Церковна музика.

Музикознавчі дослідження
- «Диригентський порадник» (у співавторстві),
- «Музичний словник» (Стрий, 1933),
- монографічні праці про І. Лаврівського, О. Кошиця, В. Барвінського та ін.
- Серія збірників «Українські народні мелодії», в якому зібрано і систематизовано близько 12 тисяч українських народних пісень.